# I Reali di Francia
I Reali di Francia è un film del 1959 diretto da Mario Costa.

## Trama
Re Luigi VII per proteggere i principini Filippo e Maria, incarica Rolando, conte di Besançon, inviandolo al confine spagnolo per poi portarli in Francia.